# Shuta Takahashi
Shuta Takahashi (født 27. juli 1983) er en tidligere japansk fodboldspiller.
Han har spillet for flere forskellige klubber i sin karriere, herunder Mito HollyHock.